# Rainforest Alliance

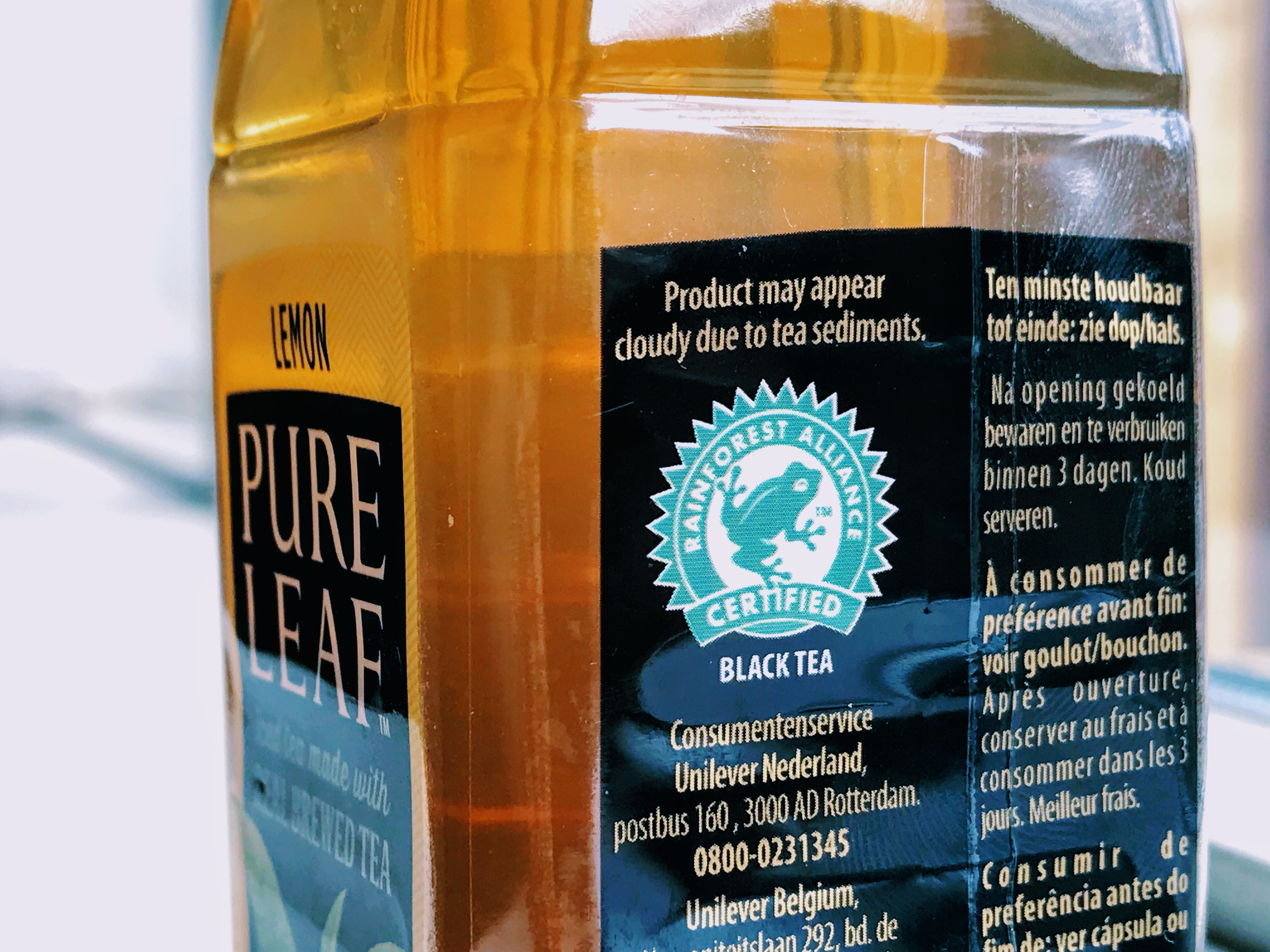
Il logo di certificazione della Rainforest Alliance su un prodotto

La Rainforest Alliance (in italiano: Alleanza per le foreste pluviali) è una Organizzazione non governativa (ONG) con lo scopo di lavorare per conservare la biodiversità e garantire condizioni di vita sostenibili, trasformando le pratiche di uso del suolo, pratiche commerciali e comportamento dei consumatori. 
Ha sede a New York e ha uffici in tutto il mondo, fu fondata nel 1987 da Daniel Katz, il quale è ancora coinvolto nell'organizzazione, ma Tensie Whelan ne è il presidente.